# باولو فيكتور كوستا سواريس
باولو فيكتور كوستا سواريس هو لاعب كرة قدم برازيلي في مركز الدفاع، ولد في 1997 في ساو لويز في البرازيل. لعب مع بنوم بنه كراون.

## وصلات خارجية
- باولو فيكتور كوستا سواريس على موقع قاعدة بيانات كرة القدم.إي يو (الإنجليزية)
- باولو فيكتور كوستا سواريس على موقع Soccerway.com (الإنجليزية)